# Der wunderbare Garten der Bella Brown
Der wunderbare Garten der Bella Brown (Originaltitel: This Beautiful Fantastic) ist ein britischer Film des Regisseurs und Drehbuchautors Simon Aboud aus dem Jahre 2016.
Die Dreharbeiten des Films begannen im Juli 2015 in London.
In Deutschland erschien der Film am 15. Juni 2017 in den Kinos.

## Handlung
Die ausgesprochen ordentliche, sehr verträumte und freundliche Bella Brown ist in einem Waisenhaus aufgewachsen. Sie nimmt eine Stelle in der Bibliothek an und schreibt in ihrer Freizeit an einem Kinderbuch, wobei es ihr an einer guten Geschichte fehlt.
Ihr Nachbar Alfie Stephenson ist ein alter, anfangs zynischer Griesgram, der einen Koch namens Vernon engagiert hat. Eines Nachts verletzt sich Bella im Garten und wird von Alfie gefunden. Als Bella Vernon nach einem Streit mit Alfie für sich engagiert und auf ihre Seite holt, entwickelt sich vorerst ein Kleinkrieg zwischen den Nachbarn, der aber auch beide einander näherbringt und voneinander lernen lässt. Der von seinem Garten schwärmende Alfie sorgt dafür, dass Bellas Hausverwalter ihr eine Frist von einem Monat setzt, in der sie ihren völlig verwahrlosten Garten auf Vordermann bringen muss. Andernfalls muss sie ausziehen. Als Kompromiss kocht Vernon wieder für Alfie, wenn dieser Bella mit ihrem Garten hilft.
Währenddessen lernt sie in der Bibliothek den unordentlichen Erfinder Billy kennen, der sie fasziniert und dazu inspiriert, eine Geschichte über Billys Erfindung zu schreiben: den wundersamen mechanischen Vogel „Luna“. Die beiden beginnen eine Romanze. Alfie und Vernon helfen schließlich aus Mitleid großzügig mit dem Garten, weil Bella in eine Depression verfällt, als sie Billy mit einer anderen Frau sieht und zudem ihren Job verliert. Zum Schluss stellt sich die Begegnung mit Billy als Missverständnis heraus. Alfie ist in Wahrheit Besitzer von Bellas Grundstück, das er ihr vermacht, wovon Bella nach seinem Tod erfährt. Auch die Beziehung mit Billy lebt auf.

## Kritiken
„Die Zweifel beiseitegeschoben, kann man genießen, was wunderbar ist am Film: Das Märchenhafte und der Fokus auf das Schöne in der Welt. Und wenn es nur die Blumen in Großaufnahme und die Geschichte um das Gärtnern sein mögen.“

„Alles an This Beautiful Fantastic soll charmant sein und der Erfolg dieses Unterfangens hängt alleine von der Empfänglichkeit des Zuschauers für Niedlichkeit und Zufälle ab, die mit einigem Geschick aber ohne jedwede Subtilität vorgetragen werden.“